# Blues Company
«Blues Company» — немецкая блюз-группа, образованная в 1976 году в Оснабрюке. 
Они вместе с группами Frankfurt City Bluesband, Pee Wee Bluesgang и Band Das dritte Ohr были зачинателями блюзовой музыки в Германии.

## История

### Создание группы

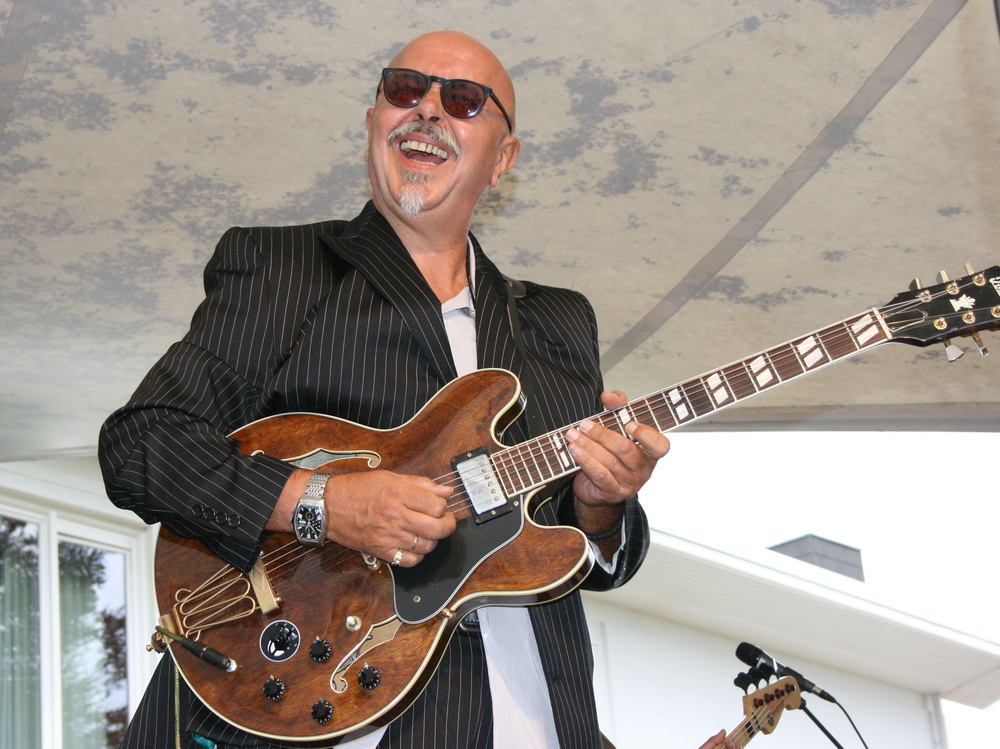
Тошо Тодорович

Группа была основана Тодором "Тошо" Тодоровичем (Todor „Toscho“ Todorovic) и Кристианом Ранненбергом (Christian Rannenberg) в 1976-м году. Первоначально группа имела название Christian Rannenbergs Bluesband, но в скором времени была переименована в Blues Company.

### Группа
Сначала группа играла как сопровождающая для музыкантов, которые были привезены на гастроли в Европу организатором Рольфом Шубертом (Rolf Schubert).  
 Первая пластинка Live была выпущена в 1980 году. С тех пор Blues Company выпустила много альбомов и стала самой успешной и долгоживущей блюзовой командой Германии. Группа дала более 3000 концертов по всей Европе. Гастролировала в США.

## Состав

### Первоначальный состав группы
- Тошо Тодорович (Todor „Toscho“ Todorovic) - Гитара, Вокал
- Кристиан Ранненберг (Christian Rannenberg) - Клавишные
- Михаэль Мюллер (Michael Müller) - Бас-гитара
- Франц "Шолли" Кнолльмайер (Franz „Scholli“ Knollmeyer) - Ударные

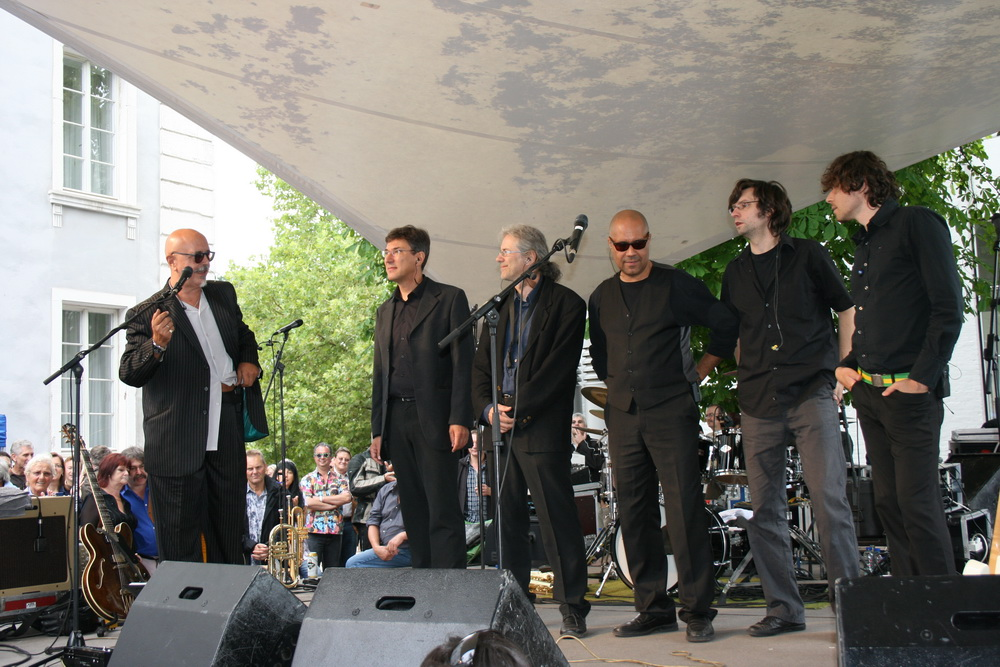
Слева направо: Тошо Тодорович, Уве Нолопп, Роберт Кречмар, Майк Титре, Флориан Шаубе, Арнольд Огродник

### Актуальный состав группы
- Тошо Тодорович (Todor „Toscho“ Todorovic) - Гитара, Вокал
- Майк Титре (Mike Titré) - Гитара, Губная гармоника
- Арнольд Огродник (Arnold Ogrodnik) - Бас-гитара
- Флориан Шаубе (Florian Schaube) - Ударные
- Уве Нолопп (Uwe Nolopp) - Труба
- Фолькер Винк (Volker Winck) - Саксофон

## Дискография

### Альбомы
- Live (LP, 1980)
- Ich hab´ den Blues schon ´n bißchen länger (LP, 1982)
- The Third Step (LP, 1986)
- Captain Bill´s Blues Circus (LP, Ungarn, 1987)
- International Blues Family (LP, Polen, 1987)
- So What? (CD, 1990, INAK)
- Live '89 (CD, 1990, INAK)
- Damn! let's Jam (CD, 1991, INAK)
- Public Relation (CD, 1993, INAK) с Johnny Heartsman
- Made in Germany-Live (CD, 1994, INAK) с Johnny Heartsman
- Vintage (CD, 1995, INAK)
- Blues, Ballads and Assorted Love Songs - Best Of ... (CD, 1997, INAK)
- Invitation to the Blues (CD, 2000, INAK)
- Two Nights Only (CD, 2001, INAK)
- Then and Now (SACD, 2002, INAK)
- From Daybreak To Heartbreak (Hybrid-SACD, 2003, INAK)
- Keepin' The Blues Alive (CD, 2004, inak)
- The Quiet Side Of ... (CD, 2006, INAK)
- Hot & Ready to Serve (CD, 2007, inak)
- More Blues Ballads and Assorted Love Songs - Best of...(CD 2008, INAK)
- O' Town Grooves (CD, 2010, INAK)
- X-Ray Blues; (CD, 2013, INAK)
- Ain't Nothing But ... The Blues Company; (CD + DVD, 2015, INAK)
- Old, New, Borrowed But Blues: 40 Years On The Blues Highway (CD, 2LP, 2016, INAK)
- Ain't Givin' Up (CD, 2LP, 2019, INAK)
- Kár a gőzért (2022)

## Видеография
- Live (1986)
- Upfront (1999)
- Keepin´The Blues Alive (2004)
- B&W Rhythm & Blues Festival (2004)